# أبو حلموس (فلم)
أبو حلموس فيلم كوميدي مصري تم إنتاجه عام 1947، من تأليف نجيب الريحاني وبديع خيري إخراج إبراهيم حلمي وبطولة نجيب الريحاني وحسن فايق وعباس فارس وزوزو شكيب.

## قصة الفيلم
شحاته أفندي (نجيب الريحاني) يعمل كاتب حسابات عند سنوري (رياض القصبجي) الفرارجي الذي يعامله بغلظه وقسوه ويسميه وش الحدايه ولكنه يتحمله لأنه لايجد عملا آخر. يعلن وقف دائرة الأزمرلي باشا عن حاجته لموظف حسابات فيتقدم شحاته أفندي للوظيفة وعندما يصله خطاب التعيين يخلص ثأره من الفرارجي بأن يقول له «بالك يا معلم لو القرود في جنينة الحيوانات شافوا خلقتك يرمولك فول سوداني» وأسرع بالهرب ليقابل بحفاوه من موظفى الدائرة أنيس أفندى (محمد الديب) وسليمان أفندى (إسكندر منسي). فوق مكاتب الدائرة يسكن عبد الحفيظ فتح الباب (عباس فارس) ناظر الوقف مع زوجته ازهار (فردوس محمد) وشقيقتها العانس ليلة (ماري منيب) وإبنته الشابه سوسن (زوزو شكيب) وإبنه الفاشل فريد (حسن فايق) ساقط 4سنين في ثالثه حقوق. كان ناظر الوقف حرامي كبير يبتلع كل إيرادات الدائرة في جوفه ويكتشف في شحاته أفندي قدرات كبيرة في إخفاء سرقاته في دفاتر الحسابات فتمسك به وتحمل كل عيوبه من شكل وألفاظ وتصرفات. كان فريد الفاشل على علاقه بالراقصه أحلام (هاجر حمدي) التي تستغله وتستولى على كل ما معه من أموال. وكانت سوسن على علاقة عاطفية مع أنيس أفندى الذي خاف من أبيها فأقنع شحاته أفندي ان سوسن تحبه وأراد له ان يتقدم لخطبتها ليرى رد فعل ناظر الوقف وشجعته سوسن هانم وأظهرت له انها تحبه فإنخدع في حبها. أراد ناظر الوقف ان يزوج سوسن إلى غندور بيه ولكنها رفضت فعاقبها بإرسالها إلى عمتها في بنى سويف لمدة 6شهور ثم عادت ومعها فيفي (لولا صدقي) ابنة عمتها التي طلقها زوجها بعد أن رأها تقبل عيل صغير عنده 21سنه بس. احضر زكي أفندي (إستفان روستي) دفتر يانصيب وباعه لناظر الوقف الذي وزع تذاكره على أفراد أسرته وموظفى الدائرة الواحدة ب50 قرش وكان نصيب شحاته تذكرتين. جاء عقد عمل في بغداد للراقصة أحلام ولديها ابن رضيع اسمه حلموس فذهبت به إلى فريد واقنعته انه ابنه حتى يرعاه إلى ان تعود من بغداد وتفكر سوسن في خطه تقنع بها والدها بصرف النظر عن زواجها بغندور بيه بأن تدعى ان حلموس ابنها من شحاته أفندي بزواج عرفي ووضعته أثناء وجودها في بنى سويف. أمسك ناظر الوقف بمسدسه وطارد شحاته يريد قتله ولكن زكي أفندي اخبره ان تذكرة لديه كسبت 60 الف جنيه واكتشف ان التذكرة الفائزة مع شحاته أفندي فوافق على زواجه من سوسن مقابل مهر20 الف جنيه وبعض الهدايا لأفراد العائلة بقيمة 20 الف جنيه أخرى. ولم يكن شحاته يعلم بأمر التذكرة الفائزة فكتب ووقع على الأوراق. طلبت سوسن من أنيس ان يتزوجها فرفض فأخبرت شحاته انها كانت تلعب به وتلهو وانها لاتحبه وعندما بحث شحاته عن التذكرة اكتشف انه باعها لغبريال أفندى باشكاتب وقف يلدز هانم فتغيرت معاملة الجميع له ومزق الناظر الأوراق التي معه. ولكن سوسن تقدمت إليه بعد أن أصبح فقيرا وعرضت عليه الزواج فوافق ثم جاءه غبريال وطلب إرجاع التذكرة الفائزة واستعادة نقوده وألح عليه شحاته ان يحتفظ بها فأبى واضطر شحاته ان يعيد له نقوده ويفوز هو ب60 الف جنيه.

## فريق العمل
إخراج:
- إبراهيم حلمي  (مخرج)

تأليف:
- نجيب الريحاني
- بديع خيري

إنتاج: نحاس فيلم
طاقم العمل:
- نجيب الريحاني
- حسن فايق
- عباس فارس
- زوزو شكيب
- ماري منيب
- محمد كمال المصري
- فردوس محمد
- هاجر حمدي
- لولا صدقي
- إستفان روستي
- فيكتوريا حبيقة
- إسكندر منسي
- رياض القصبجي

## روابط خارجية
- مقالات تستعمل روابط فنية بلا صلة مع ويكي بيانات